# 6700-as busz
A 6700-as jelzésű autóbuszvonal Kőszeg és Horvátzsidány között húzódó helyközi vonal, amelyet a MÁV Személyszállítási Zrt. üzemeltet.

## Megállóhelyei
| 0 | Kőszeg, autóbusz-állomás végállomás | 6 | 1642, 1643, 1660, 1726 6603, 6604, 6605, 6702, 6703, 6706, 6708, 6710, 6728, 6745, 6749 |
| 1 | Kőszeg, Rohonci utca                | 5 |                                                                                         |
| 2 | Kőszeg, vasútállomás                | 4 | személyvonat                                                                            |
| 3 | Horvátzsidány, autóbusz-váróterem   | 3 |                                                                                         |
| 4 | Ólmod, faluvég                      | 2 |                                                                                         |
| 5 | Horvátzsidány, autóbusz-váróterem   | 1 |                                                                                         |
| 6 | Horvátzsidány, faluvég végállomás   | 0 |                                                                                         |